# Embaixada do Catar em Brasília
A Embaixada do Catar em Brasília é a principal representação diplomática catarense no Brasil. O atual embaixador é Mohammed Al-Hayki, no cargo desde 2012.
Fica no Setor de Habitações Individuais Sul, no Lago Sul.

## História
Brasil e Catar estabeleceram relações diplomáticas em 1974, primeiro através da embaixada brasileira de Jedá (1974), na Arábia Saudita, e depois pela embaixada brasileira de Abu Dabi (1983), nos Emirados Árabes Unidos. Em 2005, o Brasil fundou sua embaixada em Doha, enquanto o Catar fundou sua embaixada em Brasília em 2007.

## Embaixador
O atual embaixador do Catar no Brasil é Mohammed Al-Hayki, que assumiu o cargo em 2012 se mudando para Brasília com sua esposa e filhos. Ele sucedeu Jamal Al Bader. Mohammed trabalha para o Estado do Catar desde 1981, estando na área diplomática desde 1988. Já esteve em representações do país na Áustria, no Japão, na Bélgica e nos Estados Unidos, além de diversos departamentos internacionais do país. A embaixada no Brasil é sua primeira experiência como embaixador.

## Serviços
A embaixada realiza os serviços protocolares das representações estrangeiras, como o auxílio aos catarenses que moram no Brasil e aos visitantes vindos do Catar e também para os brasileiros que desejam visitar ou se mudar para o país árabe. Cerca de novecentos brasileiros vivem no Catar, a maioria na capita, Doha. A embaixada é a única opção consular para o Brasil.
Outras ações que passam pela embaixada são as relações diplomáticas com o governo brasileiro nas áreas política, econômica, cultural e científica. A embaixada organiza eventos culturais e participa de eventos com outras representações da cidade. As relações bilaterais entre os países foram fortalecidas nos últimos vinte anos, em especial na área econômica. O intercâmbio comercial tem evoluído desde o início do século, chegando a 540 milhões de dólares em em 2018.